# Kirubanakallu, Chitradurga
Kirubanakallu là một làng thuộc tehsil Chitradurga, huyện Chitradurga, bang Karnataka, Ấn Độ.